# Joc de cărți

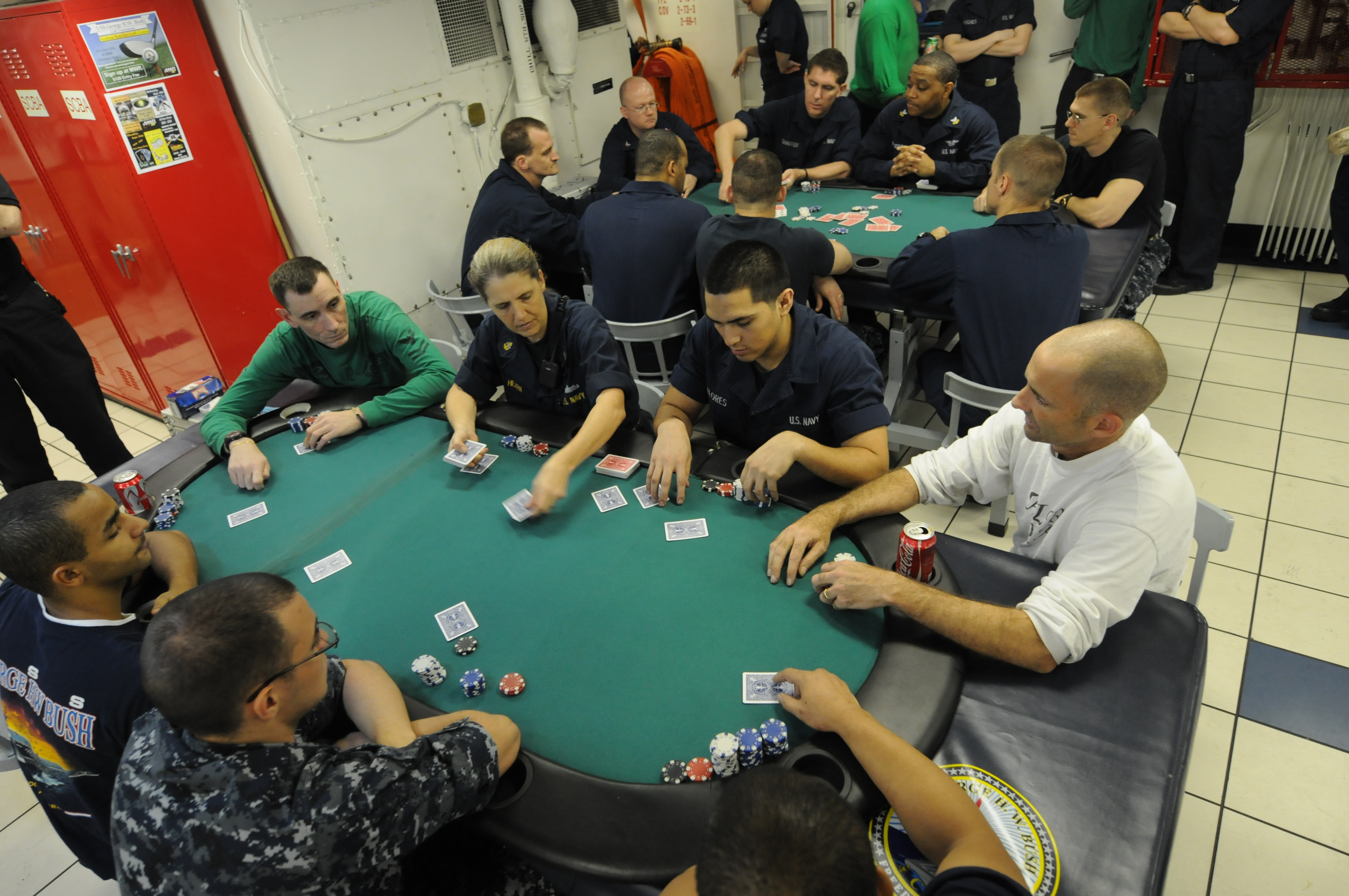
Un grup de oameni jucând cărți

Jocurile de cărți sunt jocurile care folosesc cărțile de joc ca obiecte primare cu care se joacă. 
Unele jocuri au reguli standard, dar regulile altor jocuri pot varia în funcție de regiune, cultură și persoană. Cărțile de joc dintr-un set sunt egale ca dimensiuni și grosime și au două părți: fața, unde este indicată culoarea și valoarea cărții și spatele, care este identic la toate cărțile setului, astfel încât jucătorul nu poate ști ce cărți are în față dacă le vede doar spatele. Printre cele mai populare jocuri sunt cele de Bacara, Blackjack și Poker.
Cărțile de joc au fost inventate de chinezii. Sursele cele mai timpurii datează din secolul al IX-lea, dinastia Tang. Cărțile au chinezilor antici au fost împărțite în 4 categorii care corespundeau cu o anumită valoare de bani în numerar – monede mărunte, grămezi de monede, sute de monede și mii de monede. Nu se cunosc multe detalii dar se crede ca jocurile se bazau pe pariuri iar cărțile reprezentau și miza și echivalentul în numerar. Mai târziu cărțile de joc au ajuns în Egipt și apoi în India. In secolul al XIV-lea, cărțile de joc au ajuns și în Europa – Italia, Franța, Spania ți Portugalia și repede popularitatea lor a crescut. Setul conținea 52 de cărți împărțite în 4 categorii – căni, monede, bețe și săbii. Jocul de cărți nu a fost pentru oamenii obișnuiți, ci numai pentru cei privilegiați. In diferite țări cele 4 categorii de cărți sunt interpretate diferit. Cănile sunt inimi, careu este cuvânt franțuzesc și înseamnă plăcuță, inima neagră este sabia, trefla este trifoi. Popularitatea cărților a devenit foarte mare și jocurile de cărți foarte repede s-au transformat de la un simplu mijloc de distracție într-o modalitate de câștig financiar, o competiție și confruntare de la care câștiga numai cel mai bun. Așa au apărut și jucătorii de cărți profesioniști.